# 鄞州咸祥站
鄞州咸祥站是浙江省宁波市建设中的一座高架市域铁路车站，属于宁波轨道交通12号线。车站计划于2027年启用。站名来自鄞州区咸祥镇，为避免与象山贤庠站同名，车站定名为鄞州咸祥站。

## 车站形制
鄞州咸祥站位于宁波市鄞州区咸祥镇文化中心西侧、脚岙岭水库公路北侧。车站南北向布置，为高架二层三线一岛一侧车站，长130米，宽31米，岛式站台宽11.2米，侧式站台宽7.5米，总建筑面积为8198平方米。车站预留接入梅山支线，可贯通运营。

## 出口
鄞州咸祥站规划设置2个出口。